# BDŽ

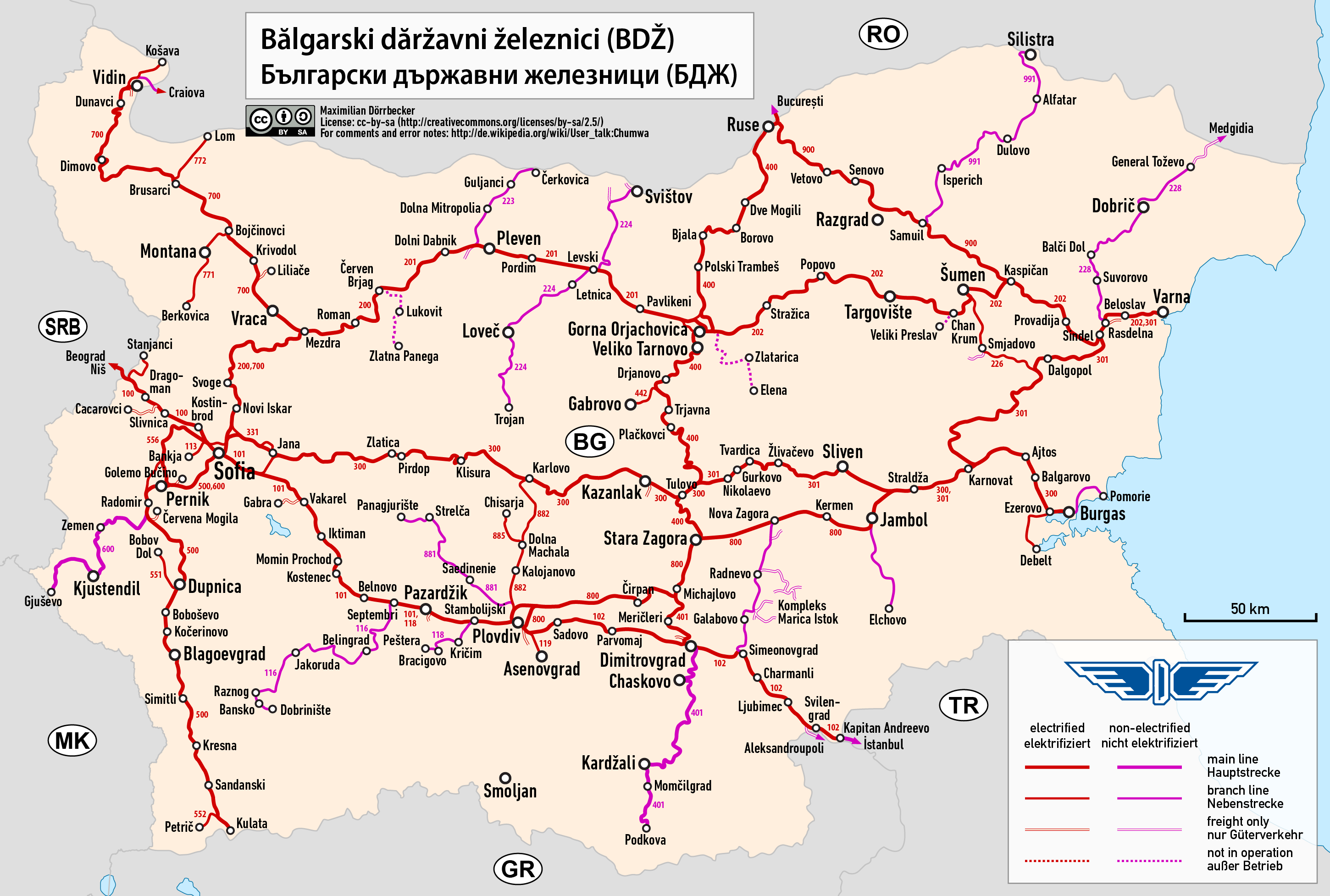
Karta över järnvägar i Bulgarien.

BDŽ (fullständigt namn: Български държавни железници) är den bulgariska statliga järnvägen, och alltså Bulgariens motsvarighet till det svenska Statens Järnvägar.
1. 1 2  hämtat från: tyskspråkiga Wikipedia.[källa från Wikidata]